# Південно-Західний національний парк
Південно-Західний національний парк (англ. Southwest National Park) — національний парк в південно-західній частині Тасманії в 90 км на захід від Гобарта. Є частиною об'єкту Світової спадщини ЮНЕСКО Дика природа Тасманії.
У 1955 році був утворений національний парк Лейк-Педдер, що включав озеро Педдер і прилеглу до нього територію. У 1970-ті рр. після будівництва декількох дамб була велика територія, і на місці озера утворилося водосховище.
Сьогодні територія парку розширена до узбережжя і займає площу 6182 км². Хоча перші люди тут жили ще 25 тис. років тому, природа досі відчуває малий вплив людини. Ландшафт малолісовий, переважають степи. У національному парку мешкає золоточеревий трав'яний папужка, число особин якого у дикій природі оцінюються в 150–200 птахів. Рослинність типова для острова — евкаліпт королівський і Ганна, атеросперма, нотофагус Каннінгема, Phyllocladus aspleniifolius, мохи, папороті.
На північний схід розташовані Стікська і Верхня Флорентінська долини з переважанням перестійного лісу.
До складу парку також входять малі острови біля південного узбережжя Тасманії — Матсайкер, Де-Вітт, Флат-Вітч, Луїза і інші.

## Галерея

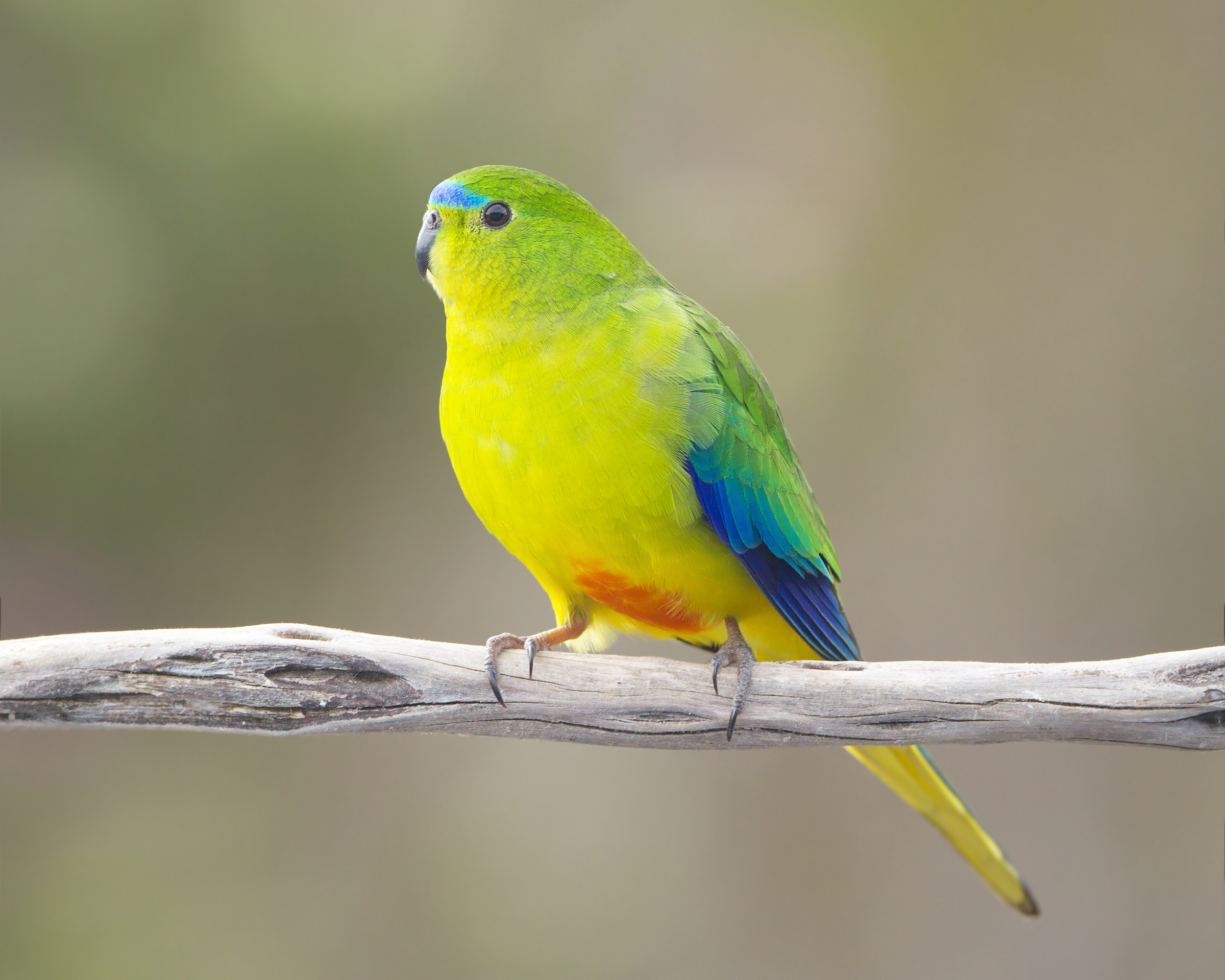
Самець виду Папужка травяний золоточеревий, рідкісний вид папуг, охороняється законом Австралії
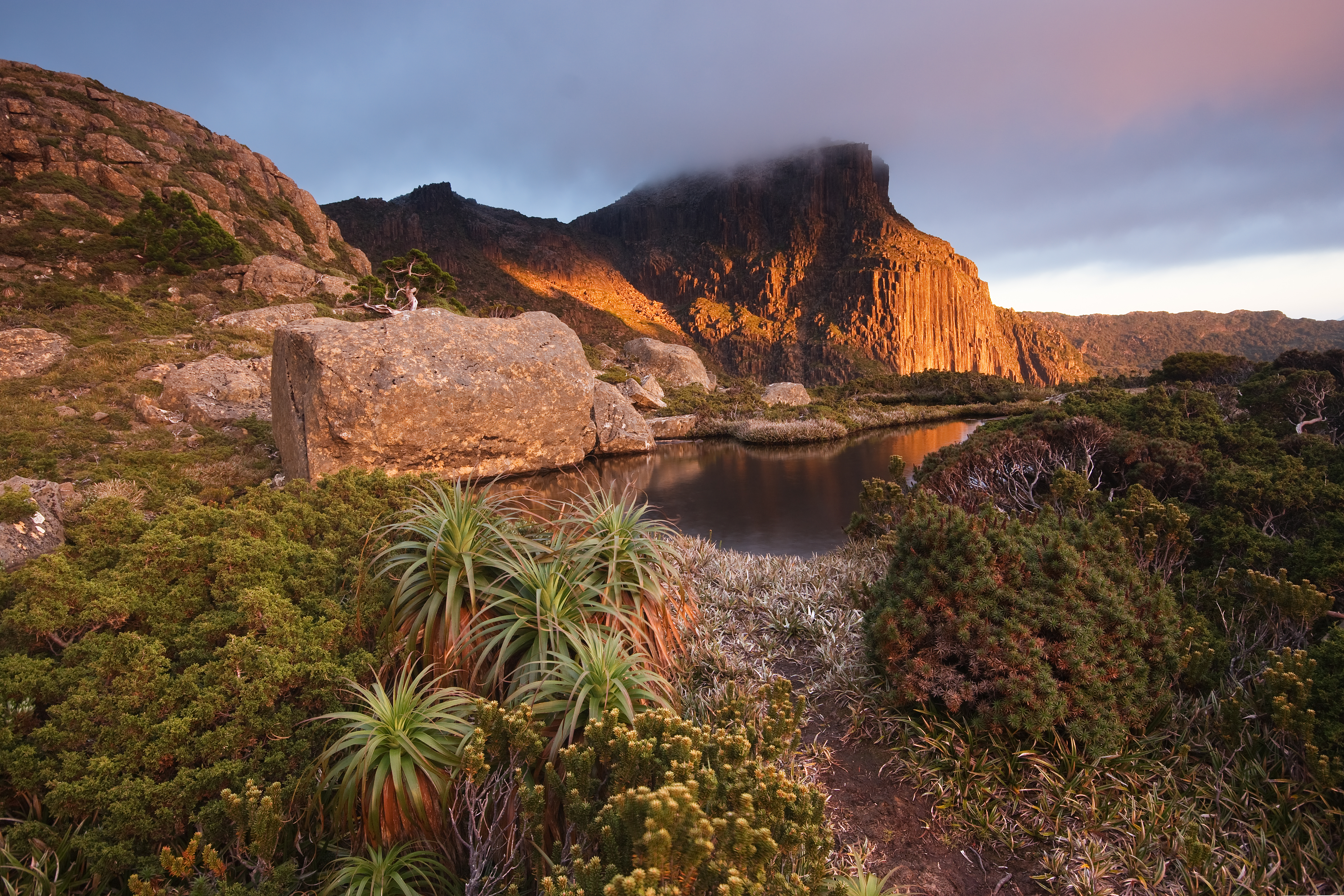
Вершина гори Анн у хмарах: вид із табору на верхньому плато